# Ochicanthon tristoides
Ochicanthon tristoides là một loài bọ cánh cứng trong họ Bọ hung (Scarabaeidae).